# Новоукраїнка (Ровеньківський район)
Новоукраїнка — селище в Україні, у Ровеньківській міській громаді Ровеньківського району Луганської області. Населення становить 357 осіб (за станом на 2001 рік). Орган місцевого самоврядування — Пролетарська селищна рада.

## Історія
23 листопада 1945 колонія Нейгофнунг перейменована на селище Новоукраїнка.

## Географія
В околицях селища знаходитьсявитік річки Мала Кам'янка (басейн Сіверського Дінця). Сусідні населені пункти: село Лози, місто Ровеньки та селище Михайлівка на півдні, селище Кошари та села Іллінка, Леськине на південному заході, селище Картушине, села Залізничне, Лобівські Копальні, Рафайлівка на заході; селище Ясенівський і села Картушине на північному заході, Ребрикове на півночі (всі три нижче за течією Малої Кам'янки); села Мечетка та Вербівка на північному сході, Коробкине та селища Великокам'янка, Кленовий на сході.